# Dirk De Vos
Pour les articles homonymes, voir De Vos et Devos.
Dirk De Vos, né en 1947, est un historien de l'art belge spécialisé dans l'art médiéval. Il a été conservateur du Groeningemuseum à Bruges.
De Vos a fréquenté le collège de Bruges et a obtenu son diplôme en 1961.

## Travail
L'opus principal de Dirk De Vos est un catalogue de l'intégralité des œuvres de Hans Memling et a été commissaire d'exposition d'une grande exposition consacrée à ce peintre en 1994. Il a ensuite publié en 1999 un catalogue de l'ensemble des œuvres de Rogier van der Weyden.

## Publications
- Stedelijke musea Brugge: catalogus schilderijen 15de en 16de eeuw. Stad Brugge, 1979[4]
- Groeningemuseum Brugge: de volledige verzameling, Die Keure, 1984.
- Catalogue: Hans Memling, Fonds Mercator Paribas, 1994  (ISBN 90-5544-029-9)
- (editor), Essays: Hans Memling, Stedelijke Musea, Bruges, 1994  (ISBN 90-5544-030-2)
- Hans Memling: The Complete Works, Thames & Hudson, 1994[5]  (ISBN 978-0500-2369-8-7)
- Rogier van der Weyden: The Complete Works, translated by Ted Alkins, Harry N. Abrams, 1999.  (ISBN 081-0963-90-6)
- The Flemish Primitives: The Masterpieces, Mercatorfonds et Princeton University Press, 2003[6]  (ISBN 978-0691-1166-1-7)